# Памятник Gloria Victis
Памятник Gloria Victis / Памятник «Слава побеждённым» — памятник, установленный в честь всех воинов Армии Крайовой, погибших во время Варшавского восстания 1944 года и немецкой оккупации Польши (1939—1945). Установлен на Военном кладбище Повонзки в Варшаве.
Памятник был открыт 1 августа 1946 года посреди могил павших воинов Армии Крайовой, эксгумированных в разных частях столицы Польши в 1945—1947 годах.
Памятник имеет форму призмы из чёрного гранита, установленной на широкий постамент. На передней стене монумента — знак Креста Virtuti Militari и латинская фраза Gloria Victis («Слава побежденным»). На боковых сторонах: дата 1939-1945 гг. и Знак Воюющей Польши (слева) и надпись «Воинам Армии Крайовой, павшим в боях за свободу — товарищи по оружию» (справа), на задней стене: «ВАРШАВА», Восстание и даты: 1, 2 августа октябрь 1944 г. в окружении лаврового венка. Призма с углами из розового мрамора увенчана урнообразным четырехгранным блоком со стилизованным рельефом орла на каждой стороне. Памятник был установлен на широкой плите с четырьмя розовыми мраморными блоками с символикой Сражающейся Польши по углам.
Ежегодно 1 августа в 17.00 у памятника Gloria Victis проходят юбилейные торжества с участием представителей власти, ветеранов, членов их семей и жителей Варшавы.